# Caterina Cybo
Catalina Cybo (en italiano, Caterina Cybo; Florencia, 13 de septiembre de 1501 - Florencia, 17 de febrero de 1557) fue duquesa consorte de Camerino, quien apoyó de forma activa el movimiento de reforma religiosa de Italia durante el siglo XVI.

## Biografía
Quinta hija del matrimonio entre Francisco Cybo, hijo legitimado del Papa Inocencio VIII, y de Magdalena de Médici quien a su vez era hija de Lorenzo el Magnífico, pertenecía a dos de las familias italianas más importantes de la época.

### Duquesa de Camerino

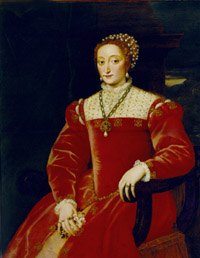
Tiziano, Retrato de Giulia Varano

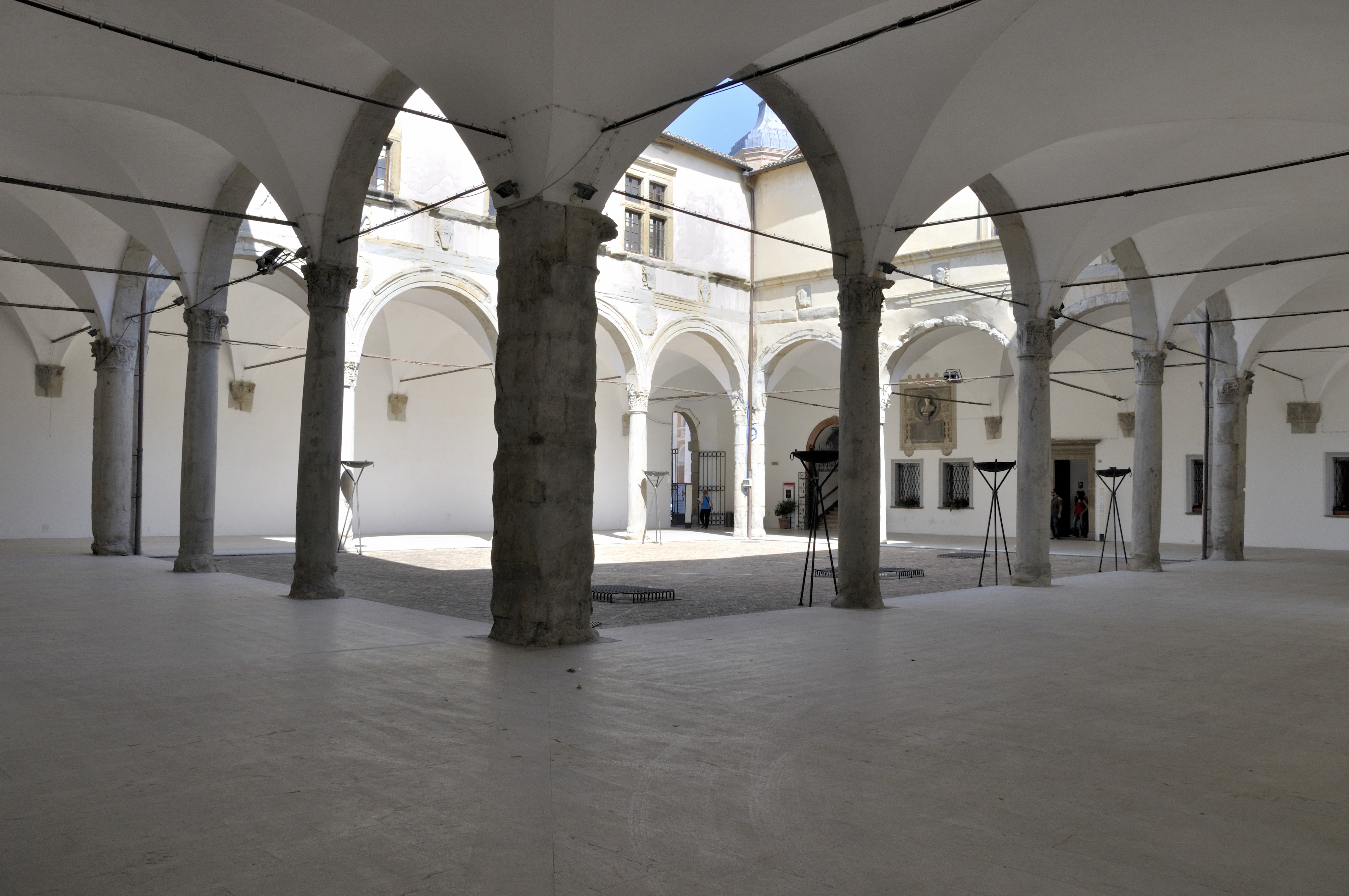
Interior del Palacio Ducal de Camerino.

Ya en 1513, Catalina fue prometida en matrimonio con Giovanni Maria Varano (quien era 20 años mayor), nombrado en 1515 Duque de Camerino por el Papa León X, tío de Catalina. Los esponsales fueron retrasados a causa del desacuerdo de su madre, que habría querido que su hija se casara con el sobrino del novio, Segismundo Varano. Tras la muerte de Magdalena en 1519 Catalina se casó con Giovanni al año siguiente.
Al morir León X, protector de Giovanni Maria, Segismundo se apropió de Camerino con la ayuda de su tío materno Francesco Maria della Rovere. Catalina huyó a Civitanova Marche mientras su marido organizaba un pequeño ejército en Roma con el que reconquistó el ducado y ejecutó a su sobrino por la traición. 
El 24 de marzo de 1523 nace Giulia, única hija del matrimonio, y en noviembre de ese mismo año, fue elegido como Papa otro tío de Catalina, esta vez Julio de Medici quien asume el trono pontificio con el nombre de Clemente VII. Ambos asistieron a la ceremonia de coronación del pontífice, a quien solicitaron en vano la restitución de Senigallia y Sassoferrato, conquistadas por el Duque de Urbino Francesco della Rovere. En compensación el marido obtiene la absolución por la muerte de su sobrino Segismundo y Catalina recibió la garantía del derecho a sucesión del Ducado a su hija en caso de la muerte del marido sin herederos varones.
Giovanni Maria muere de peste el 10 de agosto de 1527, dejando como heredera a su hija, quien estaba prometida en matrimonio a uno de los dos hijos de su pariente de Ferrara, Ercole da Varano (Alessandro o Matteo) para cuando cumpliera la edad para poder contraer matrimonio. 
Sin embargo Rodolfo da Varano hijo natural de Giovanni Maria, captura a Catalina y se proclama Duque, con el apoyo de su cuñado Sciarra Colonna. Mientras esperaban la reacción de la familia Cybo, del pontífice y del Duque de Urbino, Colonna traicionó a Roberto ofreciéndole matrimonio a Catalina y así acceder al Ducado de forma legal, pero sus intenciones no llegaron a buen puerto. Sciarra Colonna fue exiliado de Camerino mientras Rodolfo fue finalmente ajusticiado.
Tras el rescate de Catalina Cybo Ercole, Alessandro y Marco da Varano estaban interesados en quedarse con el ducado a través del matrimonio con Giulia, pero decidieron apoderarse de él a la fuerza porque se corrió el rumor que Catalina no estaba más interesada en respetar el acuerdo matrimonial que había firmado su difunto esposo. En efecto, ésta había solicitado la ayuda del Duque de Urbino prometiendo a Giulia en matrimonio con su hijo  Guidobaldo una vez que la niña cumpliera los 14 años. El acuerdo secreto fue formalmente firmado en Todi el 14 de diciembre de 1527. Las fuerzas de Francesco Maria della Rovere rechazaron con facilidad la tentativa de la familia Varano, que fueron además excomulgados por el Papa el 18 de febrero de 1529 mientras Catalina los amenazaba con la muerte por contumacia. 
En el intertanto, Catalina entregaba su apoyo a la formación de la nueva Orden de los Hermanos Menores Capuchinos. El fray del convento de  Montefalcone, Mateo de Bascio, había quedado escandalizado durante una epidemia que había golpeado la provincia en 1523, debido a la inercia de sus hermanos con relación a la ayuda a la comunidad. Es así como se convence de la necesidad de reformar la Orden Franciscana o crear una nueva rama con reglas más rigurosas. Viajó a Roma en 1525 para recibir el consenso del sumo pontífice, pero debió conformarse solamente con promesas e incluso fue encarcelado por su superior cuando retornó al convento. Catalina lo puso en libertad y lo recomendó al Papa a través de uno de sus seguidores, Ludovico di Fossombrone, quien finalmente obtiene el permiso el 18 de mayo de 1525, para portar la capucha que los caracteriza y de hacer vida ermitaña, sucesivamente el 3 de julio del 1528, Clemente VII emitía la bula Religionis Zelus con que la instauraba oficialmente la nueva Orden.
Matteo da Vernao intentó apoderarse del ducado el 13 de abril de 1533. Penetró con poco armamento en el Palacio Ducal, hizo prisioneras a Catalina y a su nuevo amante Pietro Mellini, pero no consiguió hacerse con la pequeña Giulia, que estaba custodiada dentro de los muros de la ciudad. Su objetivo era anular el compromiso con della Rovere, pero ante la incapacidad de doblegar a Catalina con amenazas, se ve obligado a huir.
Al morir Clemente VII en septiembre de 1534 Catalina se ve frente a nuevos contratiempos. La pérdida del tío protector la pone en una situación complicada, ya que el nuevo Pontífice, fuera quien fuera, se opondría a las nupcias de Giulia para poder favorecer a su propia con el Ducado de Camerino. De hecho, su propio hermano, el Cardenal Innocenzo Cybo, estaba en la tarea de conseguir la mayor cantidad de votos en el cónclave prometiendo a la niña como esposa a las familias de los electores.
Ante tal escenario, Francesco Maria della Rovere impone la celebración inmediata del matrimonio a cambio de la restitución íntegra de la dote que Catalina le había pagado. El matrimonio se celebró el 12 de octubre de 1534 en Camerino. El nuevo Papa Farnesio, Paulo III, elegido el 13 de octubre quería para su familia las posesiones ducales, así que reaccionó violentamente ante la noticia, convocando en Roma a Catalina, Giulia y Guidobaldo –quienes se negaron a comparecer- amenazando con retirarle a la duquesa la potestad sobre el territorio de Visso si el matrimonio era consumado. Mientras que Catalina renunciaba al gobierno de Camerino en favor de Guidobaldo, el 17 de febrero de 1535, el Papa excomulgaba a los duques y traspasaba Camerino, al menos de manera formal, a los bienes de la Iglesia.

### La experiencia evangélica

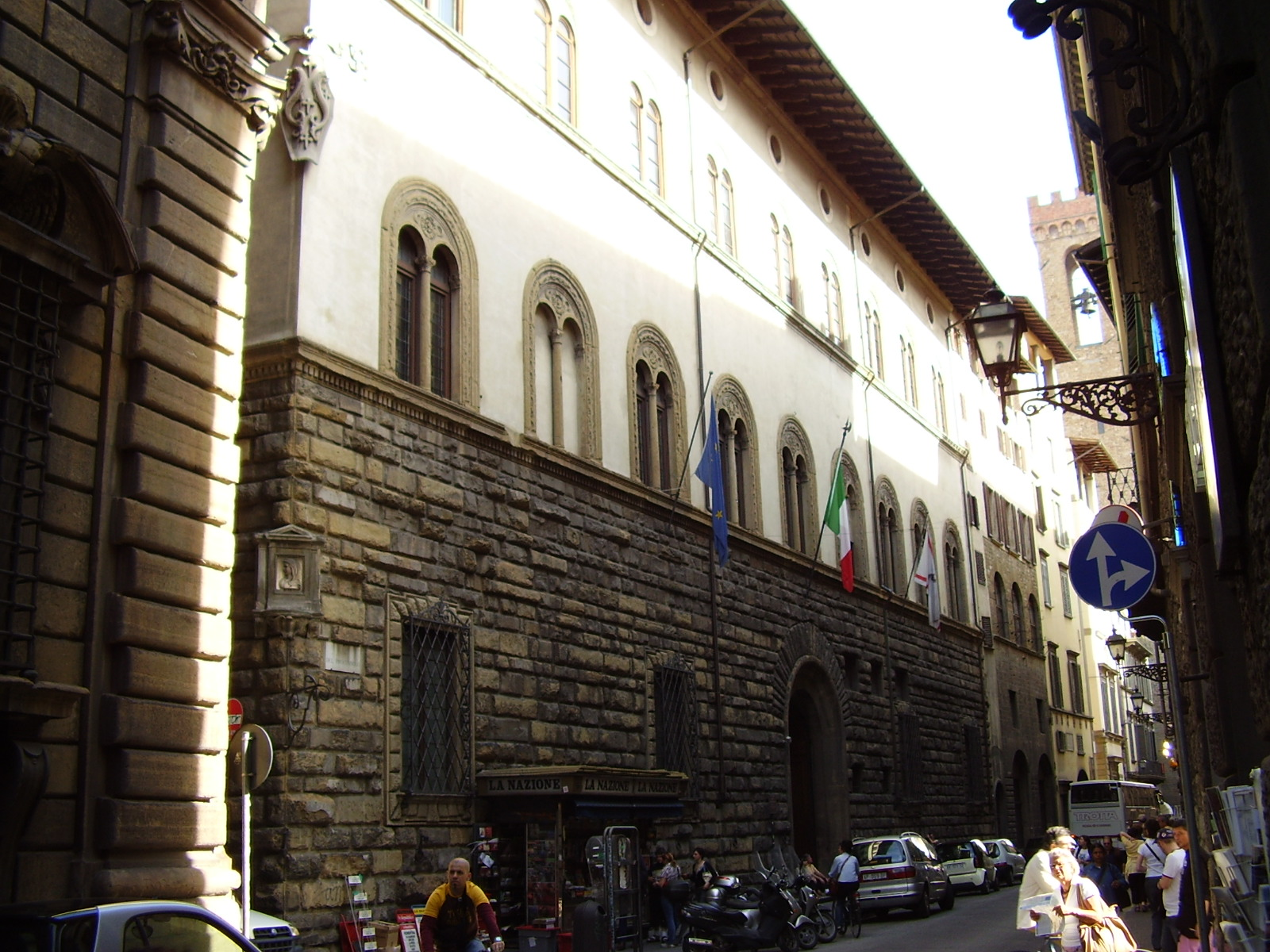
Palacio Pazzi, última residencia de la Duquesa.

Libre de las obligaciones de gobierno, Catalina en 1535 se instala en Florencia, en el Palacio Pazzi donde reside su hermano Lorenzo, su esposa y su hija Leonor (Eleonora). Es aquí donde conoce e los escritores Francesco Berni, quien le escribe un elogio en su Orlando innamorato, Benedetto Varchi quien le dedicó un soneto y Agnolo Firenzuola quien ya en 1525 le dedicó sus Ragionamenti.
Tuvo relación también con muchos disidentes religiosos, tales como Bernardino Ochino, General de la Orden de los Capuchinos en su casa en 1542 abandonó su hábito para huir a Suiza perseguido por la Inquisición; él la hizo protagonista de sus Siete Diálogos.
Frecuentó a otros intelectuales, humanistas y religiosos que aspiraban a una profunda reforma de la Iglesia, muchos rayando en la herejía, como el Cardenal Reginald Pole, Federico Fregoso y el Obispo Juan Mateo Giberti. Hospedó a Marcantonio Flaminio, quien publicó tras su revisión El Beneficio de Cristo de Benedetto Fontanini, un texto de referencia de los reformadores italianos. Fue amiga de Pietro Carnesecchi, que en el proceso que sufrió en Roma y en el cual al final fue condenado en 1567, la acusó a los inquisidores como secuaz de Ochino.
En 1539 su hija Giulia y su esposo tuvieron que entregar Camerino a Octavio Farnesio, sobrino del Papa, a cambio de 78.000 ducados de oro y la revocación de la excomunión. Giulia murió en 1547 en Fossombrone.
Diez años más tarde, el 17 de febrero de 1557, Catalina muere en Florencia dejando como única heredera a su nieta Virginia. Se encuentra sepultada en la  Basílica de la Santísima Anunciada, junto a su sobrina Eleonora y a otros exponentes de la Familia Cybo.